# 庞巴迪环球快车
庞巴迪环球快線（Bombardier Global Express）是一款由庞巴迪宇航公司生产的大型远程商務噴射機，於1996年10月13日首飛，並於1999年7月投入使用。它與庞巴迪CRJ共享機身橫斷面，由兩台勞斯萊斯BR700提供動力。航程較短的环球5000略小，环球6000則進行了更新和修改，航程更長的环球5500/6500於2018年5月推出。环球快车也可为军事用途改装，如環球眼空中預警機。

## 设计研发
庞巴迪宇航在1991年开展相关研究，并于1993年正式启动此机型的项目。环球快车机型在1996年10月13日首飞。
环球快车的机身和Canadair/庞巴迪区域支线客机的机身有同样的截面设计并在长度上相似，但除去在几何尺寸上的相似，两个系列因其担当角色不同而有着十分大的差异。环球快车拥有先进的全新超临界机翼（后掠角35°并加装翼尖小翼），以及一个新的T型尾翼。飞机由两台具有全权限数字电子控制（FADEC）的罗尔斯·罗伊斯 BR710涡轮风扇发动机驱动。先进的飞行界面配备有6屏幕霍尼韦尔Primus 2000 XP电子飞行信息系统（EFIS）套件，并可选装平视显示器（HUD）。

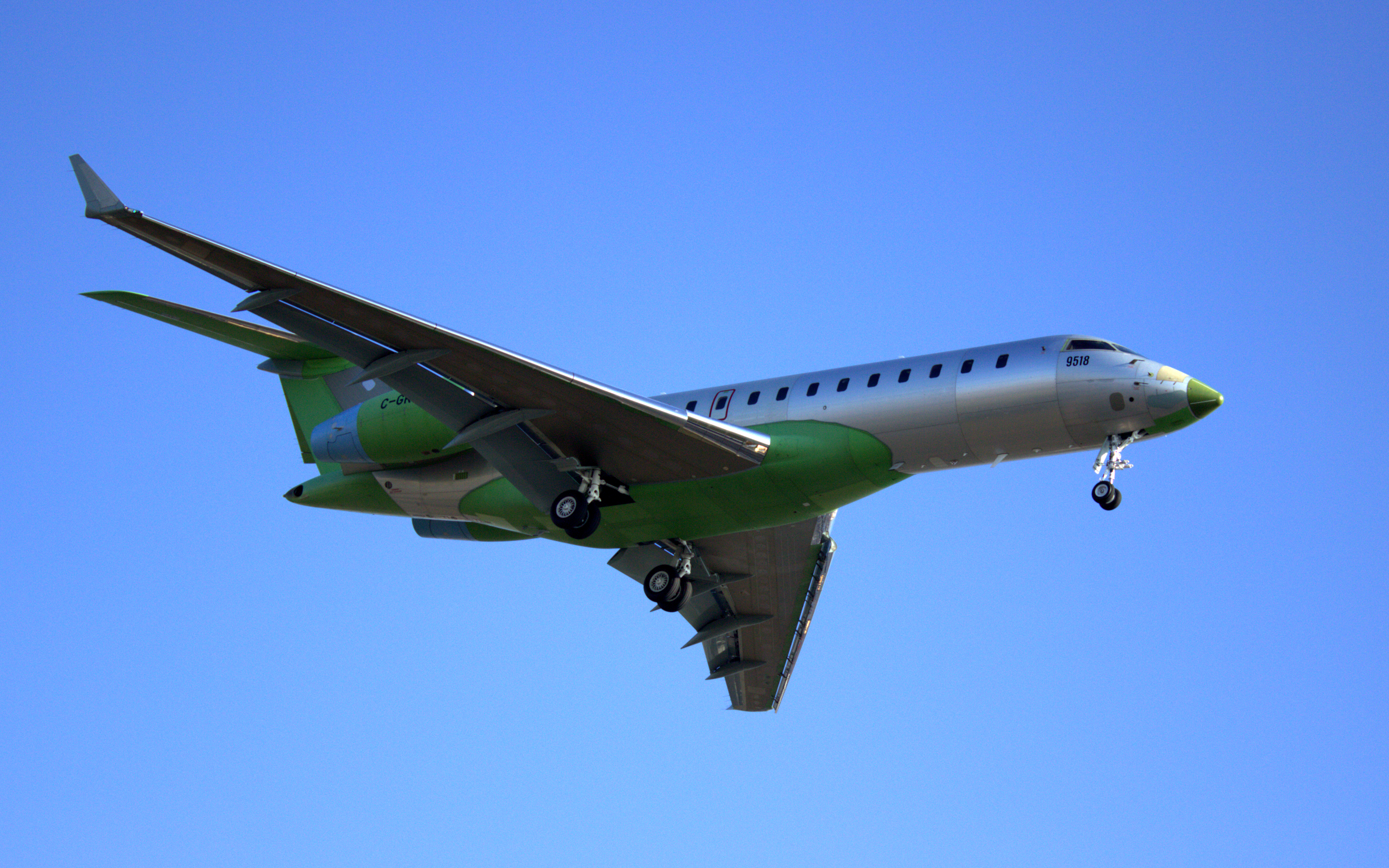
BD-700在蒙特利尔机场降落

环球快车项目于1991年10月28日在美国公务航空协会（NBAA）大会上宣布；全尺寸客舱模型在次年9月的NBAA大会上展出。概念性的设计于1993年初开始，整个项目于当年12月20日正式启动。其高速构型在1994年6月被冻结，8月低速构型开始发展。
环球快车可不经停加油执行洲际航程（如纽约至东京），或大多只停一站即可来往世界上任意两地。在这一层级的市场，环球快车的竞争对手是空中客车公务机、波音公务机、达索猎鹰7X和湾流G550。
庞巴迪的下属子公司在项目中有3个特定的角色：Canadair是设计领导者并负责生产机首；肖特兄弟公司、贝尔法斯特负责设计和生产发动机吊舱、水平安定面和前机身；德·哈维兰（加拿大）则负责建造后机身和垂直安定面，并进行最后的总装。主要的外部供应商是日本的三菱重工，负责建造机翼和中部机身。

### 全球快線XRS
全球快線XRS（Global Express XRS） （更名为环球6000）是原机型的改进版，2003年10月6日宣布于美国公务航空协会（NBAA）的佛罗里达奥兰多大会，提供更高的巡航速度，更大航程和改进的机舱布局以及照明。据称“XRS”并无特别含义，但被焦点小组选中，以增强品牌形象。航程的增长由新增的1486磅（674千克）容量翼根油箱贡献。环球快線XRS于2006年初投入服务。机型单价估计为4550万美元。庞巴迪宣称改进的计算机系统和机械能使环球快線XRS的加油时间比其他机型少15分钟。

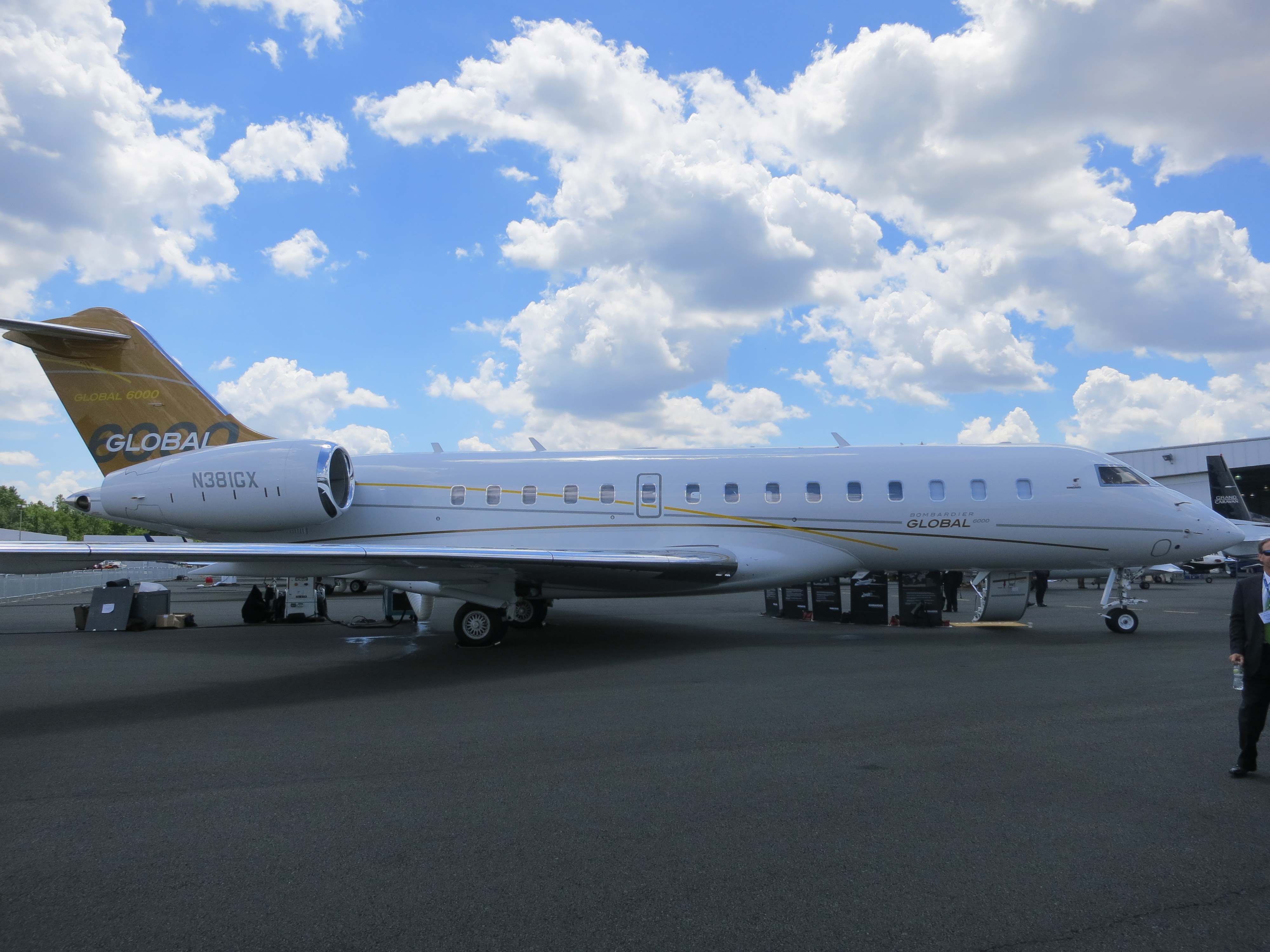
環球6000

### 环球5000

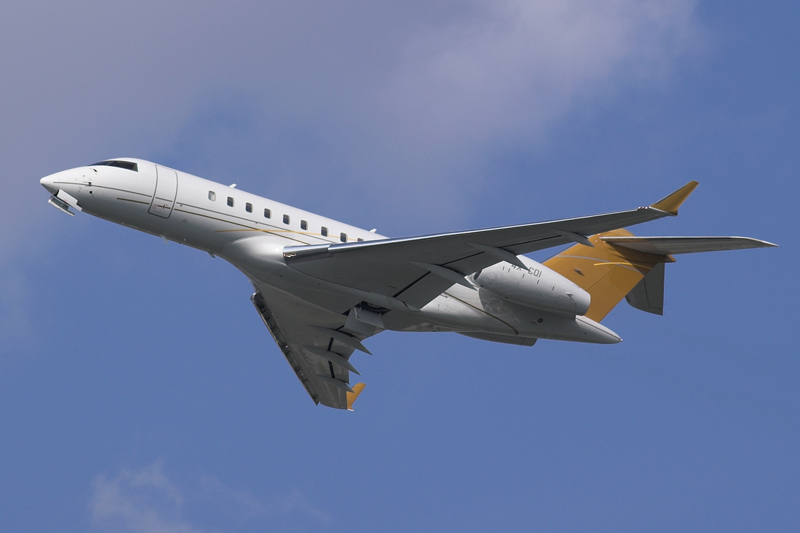
环球5000

环球5000（Global 5000）（型号BD-700-1A11） 是基于环球快線的衍生型号，其前机身缩短了0.813米（32英寸），最大航程缩减了1200海里。最大载客量为19人。此机型在2001年10月25日公开，次年2月5日在获得15架的意向订单之后正式启动。
飞机由庞巴迪在安大略省多伦多制造，并以未涂装的“绿飞机”状态飞往魁北克省蒙特利尔、乔治亚州萨凡纳（Savannah）或伊利诺伊州卡霍基亚（Cahokia）完工。
环球5000与环球快车XRS在同一生产线上制造，两机型的生产序列号混编。
首架环球5000（序列号9127）于2003年3月7日首飞。飞行旨在测试基本系统的功能以及评估飞机的操纵和飞行品质。在转移到威奇托（Wichita）厂区进行首个飞行测试项目前，飞机在庞巴迪的唐士维（Downsview）厂区完成了初步试验。环球5000在2003年6月的巴黎航展上首次亮相。
环球5000可以0.8马赫持续飞行约5000海里（9300千米）。大多数用户的旅途时长为2.5小时，飞机可以0.85至0.89马赫的速度巡航。
典型的配置为18个乘客座位，包括可完全放平的座椅和后部的休息室/卧室。机上有一个完整的厨房和两个洗手间。机组休息区被移除，但考虑在新版本中恢复。
原始的最大起飞重量为40700千克（89700磅）。在典型设备和乘客设施下，空重为22600-25000千克（52000-55000磅）。2008年4月，庞巴迪宣布许可总重提升至41954千克（92500磅），带来载油量的增长，令航程增加至9637千米（5200海里）。
最大许可飞行高度为51000英尺（16000米）；典型进近速度为108节（200千米/时）；所需降落跑道长度约为2600英尺（790米）。
环球5000与环球快车相比，变动有：
- 机身缩短了0.813米（32英吋）；
- 移除了尾部油箱并限制了机翼油箱载油量；
- 最大起飞重量（MTOW）减少了2500千克（5500磅）；
- 最大航程减少了1200海里；
- 对一些航电设备进行重新安排以获得更多可用机舱空间；
- 允许添加内饰（3200千克余裕）。

### 環球5500/6500

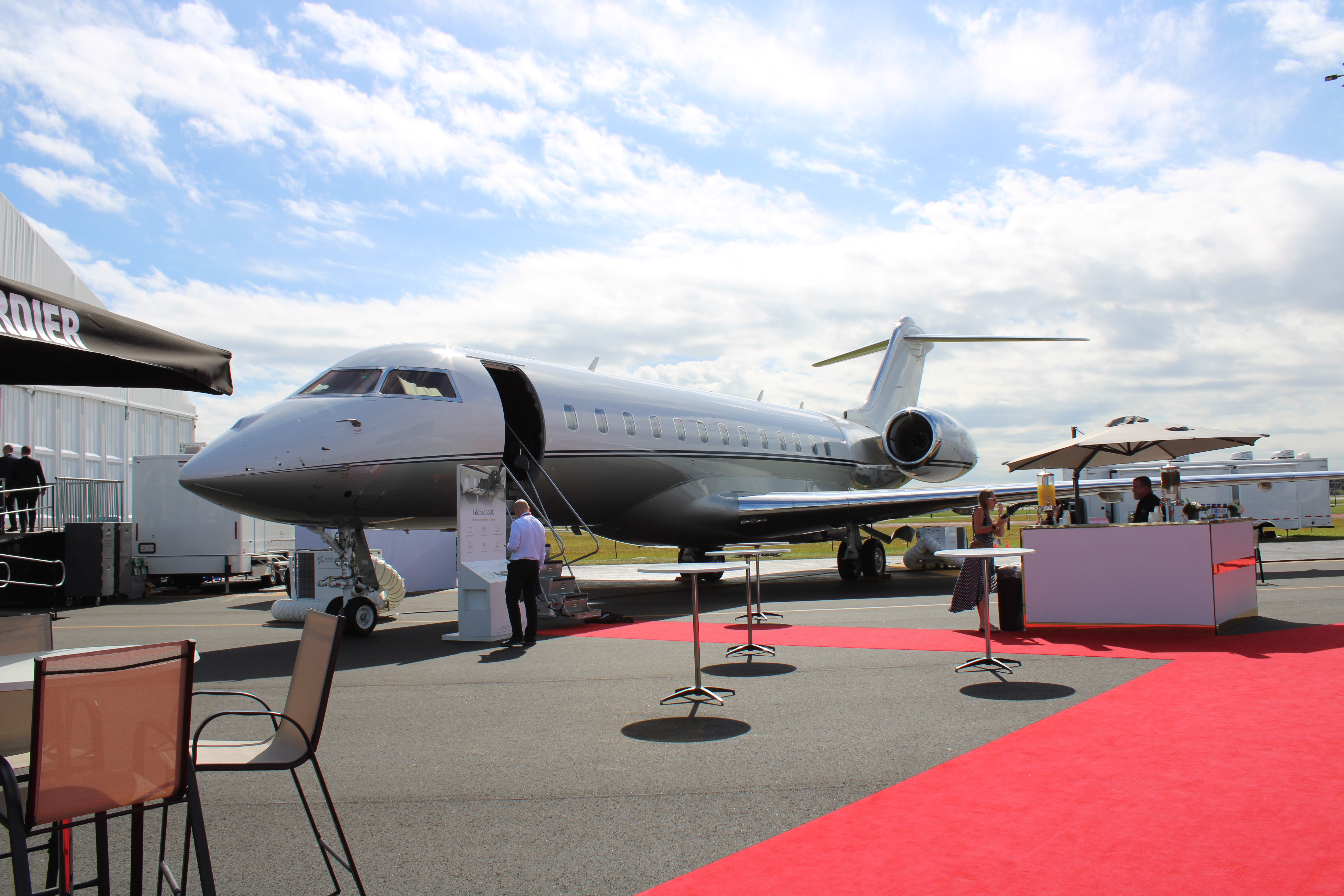
環球6500在2022年美國公務航空大會（NBAA）

2018年5月27日，龐巴迪推出了環球5500/6500開發項目，機翼經過優化，最高速度可達0.9馬赫，重新設計的機翼由三菱重工製造，經過改造的客艙靈感來自環球7500，更新的勞斯萊斯Pearl引擎的燃油消耗降低13%，推力增加了9%，從而實現更好的營運成本和性能，以及500海里和600海裡（930公里和1,110公里）的額外航程，分別為5,700和6,600海浬（10,600公里和12,200公里）。龐巴迪宣布環球6500於2019年10月1日開始營運，環球5500於2020年6月25日投入使用。2023年時，環球5500的售價為4740萬美元，環球6500的售價為5800萬美元。

### 环球7500/8500
- 龐巴迪环球7500（英语：Bombardier Global 7500）

## 衍生型号
- 环球快線——型号BD-700-1A10，基本型
- 环球5000——型号BD-700-1A1
- 环球快線XRS——2011年5月更名为环球6000
- 环球5500
- 环球6500
- 美国空军E-11A——美国空军对四架[6] 被用作战场空中通讯节点（英语：Battlefield Airborne Communications Node）的环球快车的称呼
- 雷神哨兵（英语：Raytheon Sentinel）R1——雷神公司使用庞巴迪環球机身制造的戰場監視機。
- 環球眼（英语：GlobalEye）——紳寶集團的空中預警機平台。由一套愛立眼雷達系統ER組成，安裝在龐巴迪環球6000/6500上。

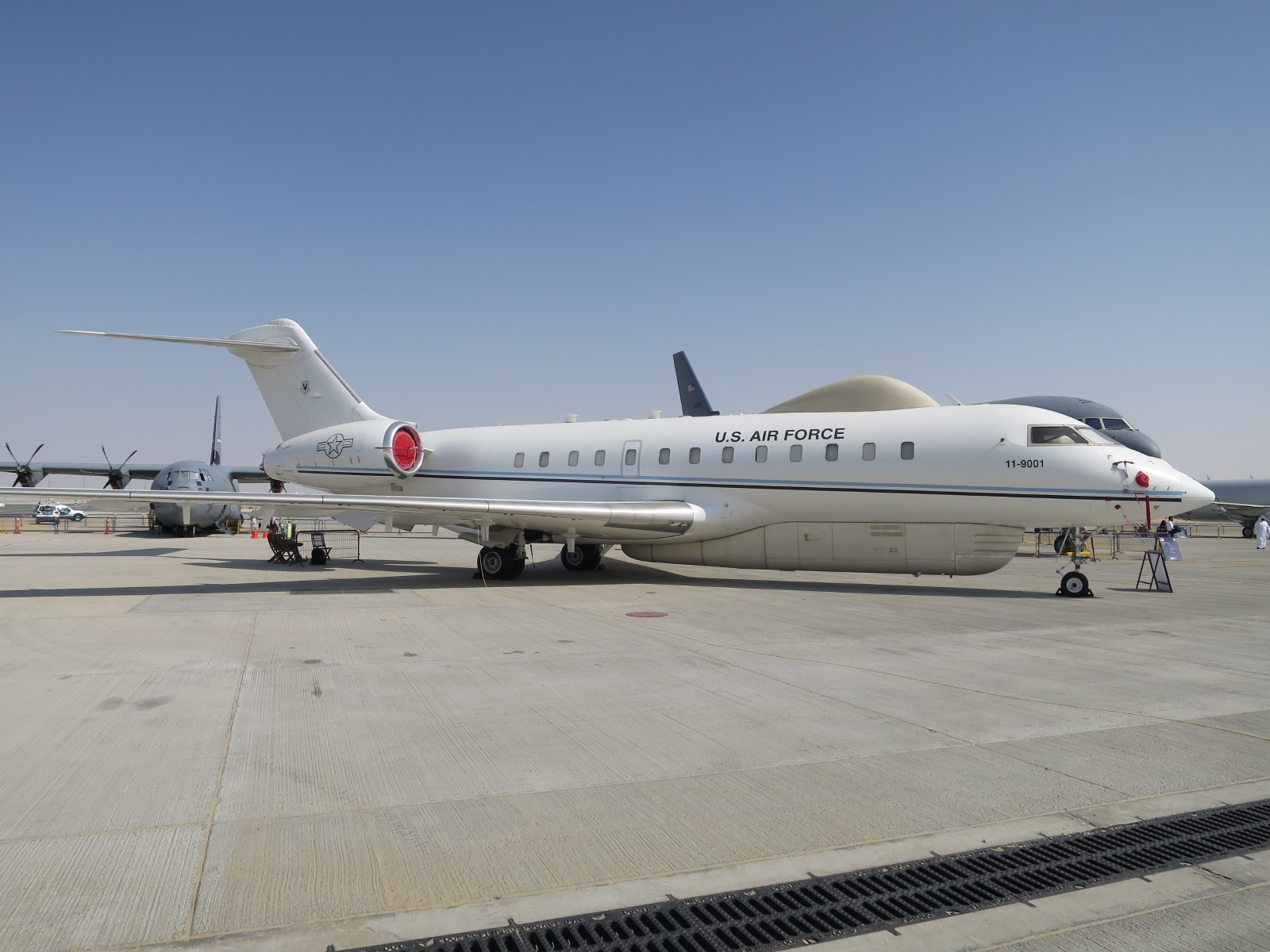
美国空军的E-11A（英语：Battlefield Airborne Communications Node）
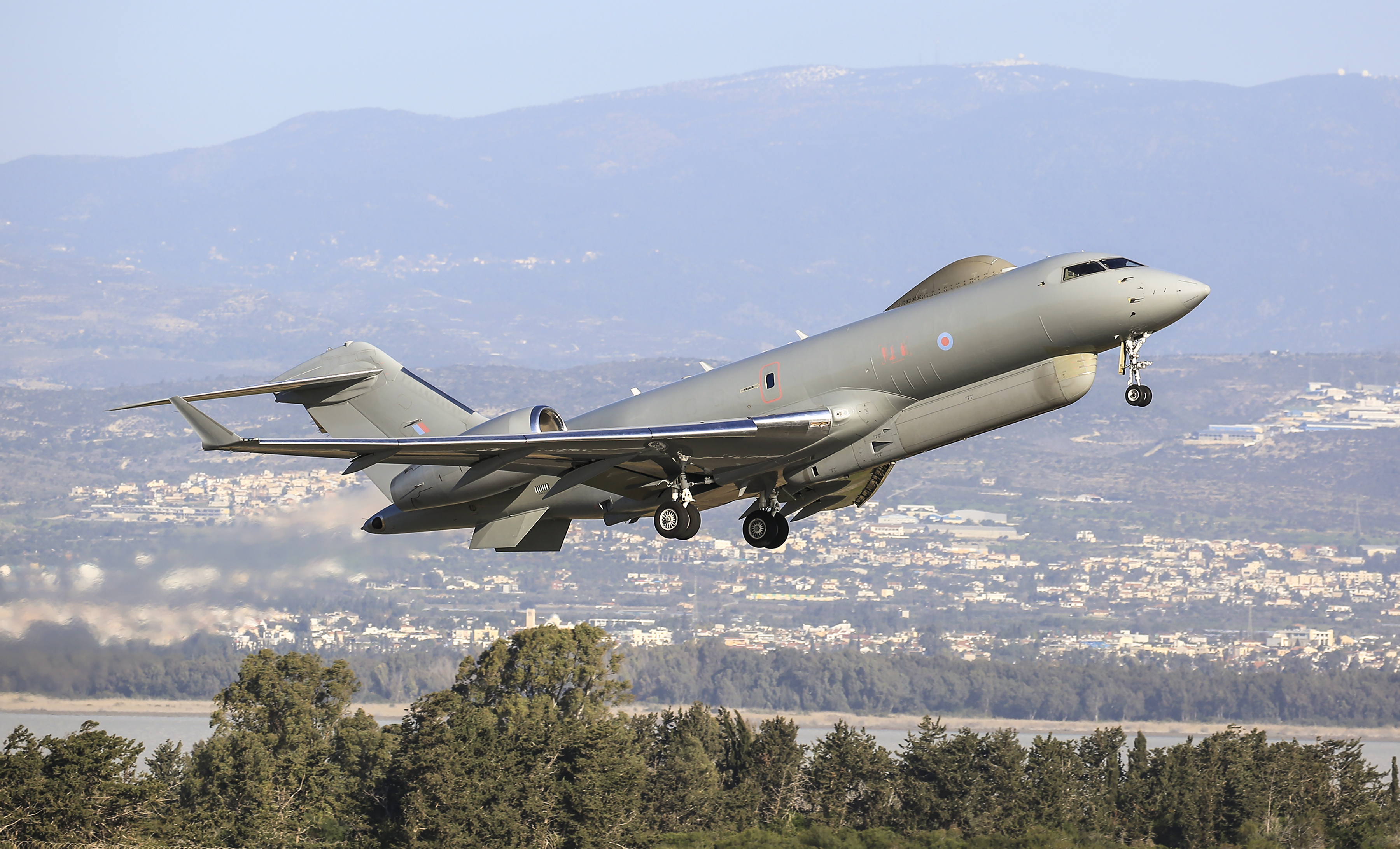
英国皇家空军的雷神哨兵（英语：Raytheon Sentinel）R1戰場監視機
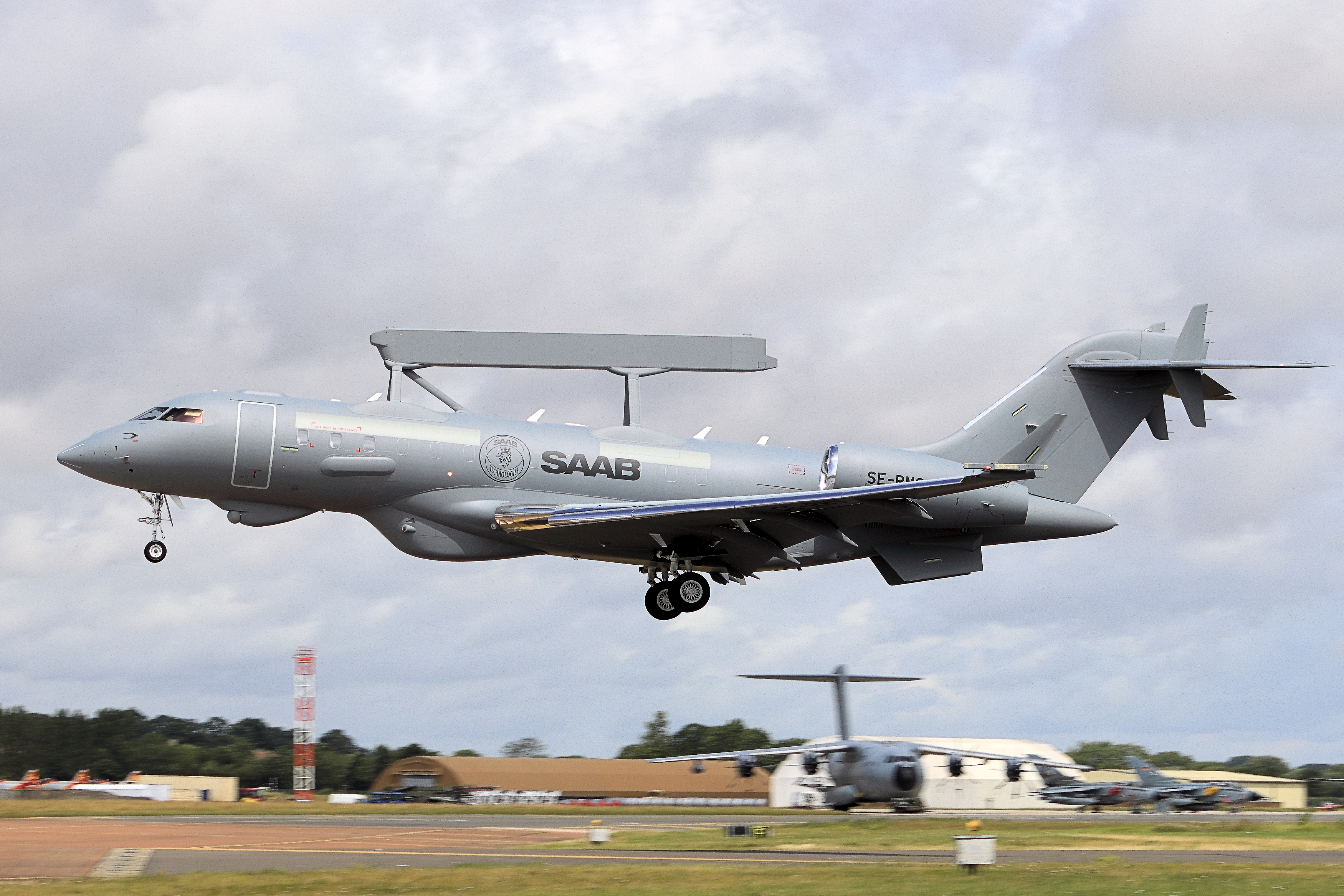
環球眼（英语：GlobalEye）空中預警機

- 环球7500
- 环球8000

## 用户

### 军事用户
- 博茨瓦纳空军——一架BD-700-1A10用于VIP运输

 德国
- 德国空军 (Luftwaffe)——4架服役于驻扎在科隆/波恩机场的特殊空勤联队（Special Air Mission Wing MoD）用于VIP运输

 马来西亚
- 马来西亚皇家空军
  - 第1师第2中队——1架用于运送VIP

 英国
- 英国皇家空军
  - 皇家空军第5中队（英语：No. 5 Squadron RAF）——5架由庞巴迪机身改装的雷神哨兵（英语：Raytheon Sentinel）R1

- 斯威士兰军方

 美国
- 美国空军
  - 诺斯洛普·格鲁门E-11A[6]

 墨西哥
- 墨西哥空军——订购1架

 印度
- 印度空军——交付1架

### 民间用户
由个人、企业、行政包机运营商和政府部门使用。

## 环球快線XRS技术参数[7]
基本信息
- 机组：2人（最少）-4人（典型）
- 容量：8-19名乘客客舱长度： 48.35英尺（14.74米）

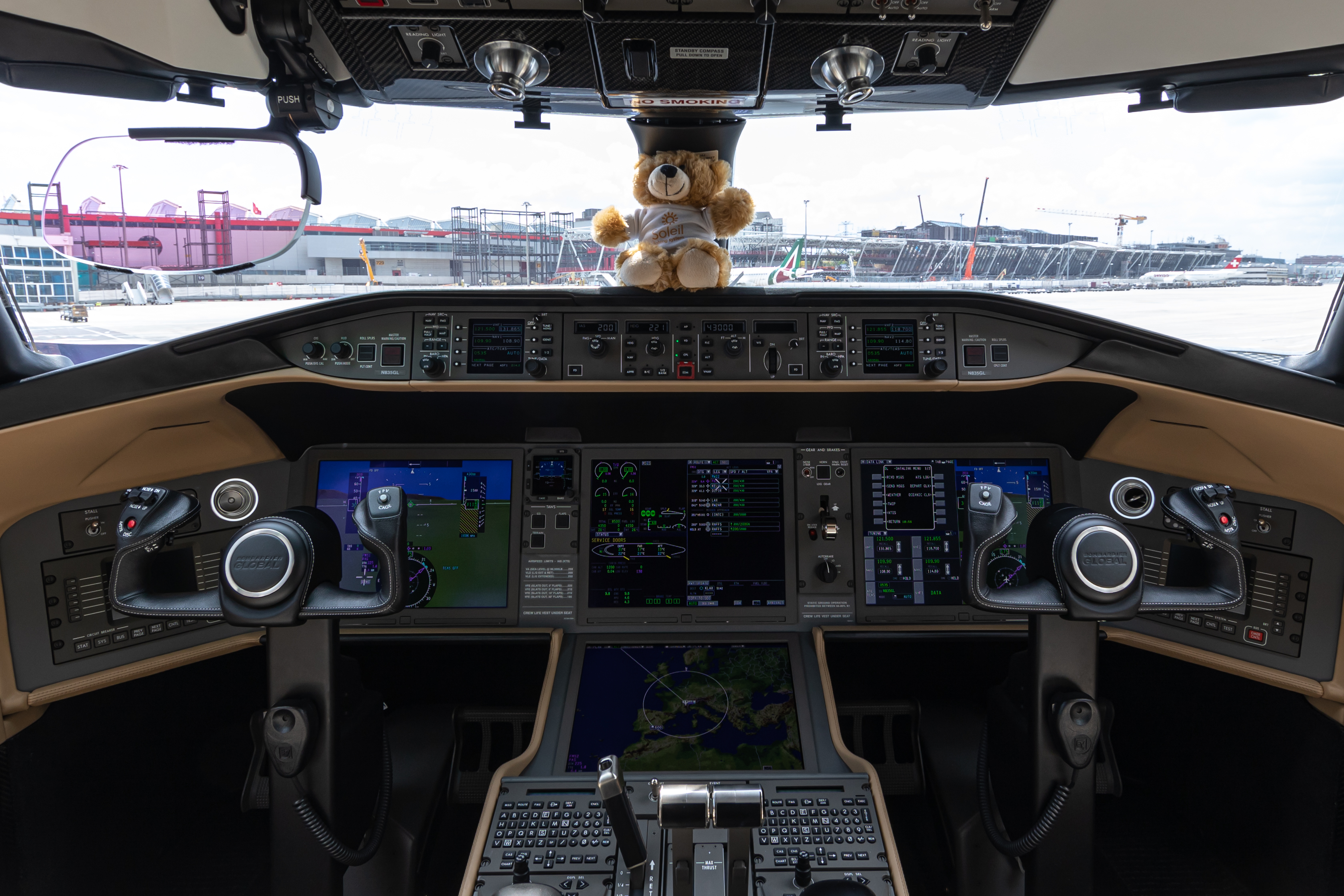
環球6000的駕駛艙

- 客舱最大宽度（中线）： 8.17英尺（2.49米）
- 客舱最大宽度（地板）： 6英尺11英寸 (2.11米)
- 客舱高度： 6英尺3英寸（1.91米）
- 客舱地板面积 335平方英尺（31.1平方米）

性能
- 推重比：0.301
- 平衡起飞距离（海平面SL，国际标准大气ISA，最大起飞重量MGTOW）： 6,120 英尺（1,870米）
- 降落距离（海平面SL，国际标准大气ISA，最大降落重量MLW）： 2,670英尺（814 米）

## 环球5000技术参数[8]
基本信息
- 机组：2人-3人
- 容量：典型配置为8人，高密度布局为19人客舱长度 42.47英尺（12.94米）
- 客舱宽度（中线） 8.17英尺（2.49米）
- 客舱最大宽度（地板） 6.92英尺（2.11米）
- 客舱 6.25 英尺（1.91米）
- 客舱地板面积 317平方英尺（29.4平方米）
- 客舱总容积 1,884立方英尺（53.9立方米）

性能
- 基本运作重量： 50,840磅（23,061千克）
- 最大停机坪重量： 92,750磅（42,071千克）
- 最大起飞重量： 92,500磅（41,957千克）
- 最大零油重量： 56,000磅（25,401千克）
- 最大载油重量 39,250磅（17,804 千克）
- 平衡起飞距离（海平面SL，国际标准大气ISA，最大起飞重量MGTOW）： 5,540 英尺 （1,689米）
- 降落距离（海平面SL，国际标准大气ISA，最大降落重量MLW）： 2,670 英尺（814 米）

航電

- 洛克威尔科林斯Pro Line Fusion avionics suite